# Ливно
Ливно е град в югозападната част на Босна и Херцеговина. Той е център на Община Ливно и на Херцегбосненски кантон от Федерация Босна и Херцеговина.
Населението на града е от около 10 000 жители, а в цялата община живеят около 40 000 души.